# Prins Hendrik Ende Desespereert Nimmer Combinatie Zwolle 2022-2023
Questa voce raccoglie le informazioni riguardanti il  Prins Hendrik Ende Desespereert Nimmer Combinatie Zwolle  nelle competizioni ufficiali della stagione 2022-2023.

## Stagione
La stagione 2022-2023 vede la 30ª partecipazione alla Eerste Divisie, la prima dopo dieci anni di militanza in Eredivisie per il PEC Zwolle, che conferma in panchina il tecnico Dick Schreuder. Il 7 agosto c'è stato l'esordio stagionale per i Blauwvingers, in occasione del match di campionato contro il De Graafschap, vinto per 2-1. Il 20 ottobre la squadra supera il primo turno di Coppa d'Olanda, battendo di misura l'HHC al De Boshoek. Il 6 gennaio, in seguito alla vittoria per 3-2 contro l'Almere City, lo Zwolle si aggiudica il titolo di campione del Periodo 2 in Eerste Divisie. Il 12 gennaio lo Zwolle viene eliminato dalla coppa nazionale per mano del Feyenoord, club capolista in Eredivisie, per tre reti a una.
Il 3 marzo il PEC Zwolle infligge una pesante sconfitta al Den Bosch, vincendo per 13-0. Tale vittoria, che ha avuto un'eco in tutta Europa, costituisce il record di maggior scarto di reti nella storia della Eerste Divisie; il risultato di 7-0 all'intervallo è altresì il più ampio margine di gol a fine primo tempo (record condiviso con Heracles Almelo-Haarlem del 2002); la tripletta di Apostolos Vellios (quattro i gol segnati in totale) realizzata in undici minuti e ventidue secondi è la più veloce nella storia della seconda serie del campionato olandese. Inoltre, nella storia dello Zwolle, questa è la vittoria più larga mai realizzata dalla stagione 1955-1956 quando la squadra ebbe la meglio sul VV De Valk col risultato di 8-0.
Il 21 aprile in seguito all'1-1 ottenuto sul campo dell'Almere City, diretta concorrente per la promozione, lo Zwolle raggiunge l'obiettivo di ritornare in Eredivisie con quattro giornate di anticipo. Il 19 maggio si conclude la stagione del PEC Zwolle, che termina il campionato in testa a pari punti con l'Heracles ma si classifica secondo a causa della differenza reti. Il calciatore tedesco Lennart Thy vince il titolo di capocannoniere con 23 centri.

## Maglie e sponsor
Lo sponsor ufficiale è Molecaten, mentre dietro la schiena, sotto il numero, è presente il logo di Wehkamp. Lo sponsor tecnico è Craft.
|  | Casa |  | Trasferta |  | Terza maglia |

## Organigramma societario
Dal sito internet ufficiale della società.
Area direttiva
- Direttore generale: Jeroen van Leeuwen
- Assistente dell'amministrazione: Lisette van der Molen
- Direttore finanziario: Simon Hoekstra

Area tecnica
- Allenatore: Dick Schreuder
- Allenatore in seconda: Etiënne Reijnen
- Allenatore in terza: Johan Plat
- Allenatore dei portieri: Diederik Boer
- Preparatore offensivo: Dwight Blackson
- Preparatore atletico: Jan Borghuis, Jacco van Olst
- Team manager: Isaak Teunis
- Direttore tecnico: Marcel Boudesteyn
- Direttore del settore giovanile: Alexander Palland

Area medica
- Medici di squadra: Mineke Vegter, Michiel Schouwink
- Fisioterapisti: Arjan Louwen, Jacco Riemens
- Analista: Brent van Ooijen
- Nutrizionista: Jenny Venema

Area organizzativa
- Direttore finanziario: Edwin Peterman
- Direttore sportivo: Mike Willems

Area marketing
- Direttore area marketing: Rick Schrijver
- Responsabile vendite: Jurian Meijntjes
- Kit manager: Jan de Groot
- Preparatore: Edwin Vloedgraven

Area comunicazione
- Direttore della comunicazione: Koen te Riele

Area scouting
- Responsabile scouting: Bert Ebbens
- Osservatore: Ben Hendricks

## Rosa
Rosa tratta dal sito ufficiale.
| N. |                                 | Ruolo | Calciatore                          |
| -- | ------------------------------- | ----- | ----------------------------------- |
| 1  | Paesi Bassi (bandiera)          | P     | Jasper Schendelaar                  |
| 2  | Paesi Bassi (bandiera)          | D     | Bram van Polen (capitano)           |
| 3  | Germania (bandiera)             | D     | Luis Görlich                        |
| 4  | Bosnia ed Erzegovina (bandiera) | C     | Haris Medunjanin                    |
| 5  | Paesi Bassi (bandiera)          | D     | Bart van Hintum                     |
| 6  | Paesi Bassi (bandiera)          | C     | Thomas van den Belt (vice capitano) |
| 7  | Curaçao (bandiera)              | A     | Gervane Kastaneer                   |
| 8  | Paesi Bassi (bandiera)          | C     | Dean Huiberts                       |
| 9  | Germania (bandiera)             | A     | Lennart Thy                         |
| 10 | Croazia (bandiera)              | C     | Tomislav Mrkonjić                   |
| 11 | Paesi Bassi (bandiera)          | C     | Davy van den Berg                   |
| 14 | Grecia (bandiera)               | A     | Apostolos Vellios                   |
| 15 | Paesi Bassi (bandiera)          | D     | Sam Kersten                         |
| 16 | Paesi Bassi (bandiera)          | P     | Jan Hoekstra                        |
| 17 | Paesi Bassi (bandiera)          | C     | Dean Guezen                         |
| 17 | Stati Uniti (bandiera)          | C     | Anthony Fontana                     |
| 18 | Paesi Bassi (bandiera)          | D     | Jordy Tutuarima                     |
| 19 | Paesi Bassi (bandiera)          | C     | Gabi Caschili                       |

| N. |                            | Ruolo | Calciatore        |
| -- | -------------------------- | ----- | ----------------- |
| 20 | Paesi Bassi (bandiera)     | C     | Younes Taha       |
| 21 | Paesi Bassi (bandiera)     | C     | Samir Lagsir      |
| 22 | Paesi Bassi (bandiera)     | D     | Daijiro Chirino   |
| 23 | Paesi Bassi (bandiera)     | A     | Hicham Acheffay   |
| 24 | Paesi Bassi (bandiera)     | D     | Melayro Bogarde   |
| 25 | Rep. Dominicana (bandiera) | C     | Jimmy Kaparos     |
| 27 | Paesi Bassi (bandiera)     | C     | Jesse Vermaning   |
| 30 | Nuova Zelanda (bandiera)   | C     | Ryan Thomas       |
| 31 | Paesi Bassi (bandiera)     | C     | Sven Zitman       |
| 33 | Paesi Bassi (bandiera)     | D     | Rav van den Berg  |
| 34 | Paesi Bassi (bandiera)     | A     | Joshua Sion       |
| 36 | Paesi Bassi (bandiera)     | D     | Thomas Beelen     |
| 37 | Paesi Bassi (bandiera)     | A     | Tristan van Gilst |
| 40 | Paesi Bassi (bandiera)     | P     | Mike Hauptmeijer  |
| 41 | Paesi Bassi (bandiera)     | P     | Duke Verduin      |
| 45 | Paesi Bassi (bandiera)     | A     | Chardi Landu      |
| 47 | Paesi Bassi (bandiera)     | D     | Håkon Gangstad    |

### Formazione tipo
La squadra di Schreuder è stata schierata per lo più con il 3-4-3 classico. Grazie alla duttilità di Taha lo Zwolle poteva passare a un 3-4-1-2, con lui libero di agire dietro le punte,  oppure con l'arretramento ad ala pura, il centrale di centrocampo arretra il baricentro andando a formare un 3-1-4-2.
| Formazione tipo | Giocatori (presenze)     |
| --- | ------------------------ |
| Schendelaar Beelen van Hintum van Polen Chirino Medunjanin van den Belt Taha D. van den Berg Thy Vellios | Jasper Schendelaar (37)  |
| Schendelaar Beelen van Hintum van Polen Chirino Medunjanin van den Belt Taha D. van den Berg Thy Vellios | Thomas Beelen (30)       |
| Schendelaar Beelen van Hintum van Polen Chirino Medunjanin van den Belt Taha D. van den Berg Thy Vellios | Bram van Polen (38)      |
| Schendelaar Beelen van Hintum van Polen Chirino Medunjanin van den Belt Taha D. van den Berg Thy Vellios | Bart van Hintum (37)     |
| Schendelaar Beelen van Hintum van Polen Chirino Medunjanin van den Belt Taha D. van den Berg Thy Vellios | Davy van den Berg (32)   |
| Schendelaar Beelen van Hintum van Polen Chirino Medunjanin van den Belt Taha D. van den Berg Thy Vellios | Thomas van den Belt (37) |
| Schendelaar Beelen van Hintum van Polen Chirino Medunjanin van den Belt Taha D. van den Berg Thy Vellios | Haris Medunjanin (26)    |
| Schendelaar Beelen van Hintum van Polen Chirino Medunjanin van den Belt Taha D. van den Berg Thy Vellios | Daijiro Chirino (30)     |
| Schendelaar Beelen van Hintum van Polen Chirino Medunjanin van den Belt Taha D. van den Berg Thy Vellios | Younes Taha (33)         |
| Schendelaar Beelen van Hintum van Polen Chirino Medunjanin van den Belt Taha D. van den Berg Thy Vellios | Lennart Thy (37)         |
| Schendelaar Beelen van Hintum van Polen Chirino Medunjanin van den Belt Taha D. van den Berg Thy Vellios | Apostolos Vellios (31)   |
| Altri giocatori: Dean Huiberts (31), Gervane Kastaneer (24), Sam Kersten (21), Jordy Tutuarima (20), Rav van den Berg (20), Luis Görlich (19), Ryan Thomas (19), Gabi Caschili (15), Samir Lagsir (13), Melayro Bogarde (12), Chardi Landu (12), Tomislav Mrkonjić (11), Sven Zitman (11), Anthony Fontana (9), Jimmy Kaparos (6), Hicham Acheffay (5), Mike Hauptmeijer (4), Håkon Gangstad (1) |                          |

## Calciomercato

### Sessione estiva
| Acquisti         | Acquisti          | Acquisti               | Acquisti |
| R.               | Nome              | da                     | Modalità |
| ---------------- | ----------------- | ---------------------- | -------- |
| D                | Melayro Bogarde   | Hoffenheim             | prestito |
| D                | Luis Görlich      | Eintracht Braunschweig | gratuito |
| D                | Jordy Tutuarima   | Apollōn Smyrnīs        | gratuito |
| D                | Bart van Hintum   | Groningen              | gratuito |
| C                | Jimmy Kaparos     | Schalke 04             | gratuito |
| C                | Haris Medunjanin  | FC Cincinnati          | gratuito |
| C                | Tomislav Mrkonjić | Radomlje               | gratuito |
| C                | Younes Taha       | Volendam               | gratuito |
| C                | Davy van den Berg | Utrecht                | ?        |
| A                | Lennart Thy       | Sparta Rotterdam       | gratuito |
| A                | Apostolos Vellios | Lamia                  | gratuito |
| Altre operazioni |                   |                        |          |
| R.               | Nome              | da                     | Modalità |
| P                | Duke Verduin      | Koninklijke HFC        | gratuito |
| D                | Diferdio Misidjan | Jong Ajax              | gratuito |
| C                | Dean Guezen       | TOP Oss                | gratuito |
| A                | Stijn Meijer      | Dordrecht              | gratuito |
| A                | Joshua Sion       | Pelikaan-S             | gratuito |

| Cessioni         | Cessioni             | Cessioni          | Cessioni                    |
| R.               | Nome                 | a                 | Modalità                    |
| ---------------- | -------------------- | ----------------- | --------------------------- |
| P                | Kōstas Lamprou       | Willem II         | definitivo (0,07 milioni €) |
| D                | Djavan Anderson      | Lazio             | fine prestito               |
| D                | Mees de Wit          | AZ Alkmaar        | definitivo (2,3 milioni €)  |
| D                | Yūta Nakayama        |                   | svincolato                  |
| D                | Kenneth Paal         | QPR               | gratuito                    |
| D                | Maikel van der Werff |                   | svincolato                  |
| D                | Siemen Voet          | Slovan Bratislava | definitivo (0,15 milioni €) |
| D                | Sai van Wermeskerken | Cambuur           | gratuito                    |
| C                | Pelle Clement        |                   | svincolato                  |
| C                | Mustafa Saymak       | Bandırmaspor      | gratuito                    |
| C                | Rico Strieder        |                   | svincolato                  |
| A                | Luka Adžić           | Čukarički         | gratuito                    |
| A                | Oussama Darfalou     | Vitesse           | fine prestito               |
| A                | Daishawn Redan       | Hertha Berlino    | fine prestito               |
| A                | Eliano Reijnders     | Utrecht           | prestito                    |
| A                | Slobodan Tedić       | Manchester City   | fine prestito               |
| Altre operazioni |                      |                   |                             |
| R.               | Nome                 | a                 | Modalità                    |
| D                | Destan Bajselmani    |                   | svincolato                  |
| C                | Ryan Koolwijk        |                   | ritirato                    |
| A                | Max de Waal          | Ajax              | fine prestito               |

### Sessione invernale
| Acquisti         | Acquisti        | Acquisti      | Acquisti   |
| R.               | Nome            | da            | Modalità   |
| ---------------- | --------------- | ------------- | ---------- |
| P                | Jan Hoekstra    | Groningen     | prestito   |
| C                | Anthony Fontana |               | svincolato |
| C                | Ryan Thomas     |               | svincolato |
| A                | Hicham Acheffay | De Graafschap | gratuito   |
| Altre operazioni |                 |               |            |
| R.               | Nome            | da            | Modalità   |

| Cessioni | Cessioni      | Cessioni           | Cessioni |
| R.       | Nome          | a                  | Modalità |
| -------- | ------------- | ------------------ | -------- |
| C        | Elikia Mbinga | VVOG               | gratuito |
| R.       | Nome          | a                  | Modalità |
| C        | Dean Guezen   | Zagłębie Sosnowiec | gratuito |
| A        | Stijn Meijer  | Verl               | prestito |

## Risultati

### Eerste Divisie

#### Periodo 1
| Arbitro: | Nijhuis |

|                              |           |              |
| van den Belt 34’ Vellios 78’ | Marcatori | 76’ Benschop |

| Arbitro: | Gansner |

|  |           |                                                       |
|  | Marcatori | 2’, 36’ Landu 9’ Vellios 65’ Görlich 86’ van den Belt |

| Arbitro: | Hensgens |

|  |           |                                                      |
|  | Marcatori | 24’ (rig.) van Polen 45+4’, 52’ Görlich 80’ Caschili |

| Arbitro: | Smit |

|                                          |           |                      |
| Tutuarima 1’ Mrkonjić 34’, 45+1’ Thy 81’ | Marcatori | 57’ Sealy 84’ Priske |

| Arbitro: | Martens |

|                   |           |                              |
| Beelen 13’ (aut.) | Marcatori | 5’ Huiberts 85’ van den Belt |

| Arbitro: | Makkelie |

|                             |           |                            |
| Thy 44’ (rig.) Mrkonjić 45’ | Marcatori | 6’ Svensson 13’ Woudenberg |

| Arbitro: | Timmer |

|                                |           |                                       |
| Barası 36’ (rig.) Griffith 48’ | Marcatori | 24’ (aut.) Stam 61’ Taha 67’ Huiberts |

| Arbitro: | van den Kerkhof |

|                  |           |                                    |
| van den Belt 26’ | Marcatori | 43’ Verheydt 63’ (aut.) van Hintum |

| Arbitro: | Ruperti |

|                |           |              |
| Medunjanin 62’ | Marcatori | 80’ Hlynsson |

| Arbitro: | Hensgens |

|                                      |           |  |
| Baldé 5’ Doesburg 85’ El Azzouzi 87’ | Marcatori |  |

#### Periodo 2
| Arbitro: | Dieprink |

|                            |           |                              |
| Kastaneer 27’ Thy 34’, 36’ | Marcatori | 45+2’ Armenteros 82’ Cicilia |

| Arbitro: | Smit |

|  |           |                  |
|  | Marcatori | 67’ van den Belt |

| Arbitro: | van der Laan |

|  |           |             |
|  | Marcatori | 37’ Blummel |

| Arbitro: | Martens |

|  |           |                                                     |
|  | Marcatori | 7’ Taha 33’, 84’ Thy 66’ Chirino 90+2’ van den Belt |

| Arbitro: | Gansner |

|                                                    |           |                               |
| Taha 7’, 66’ Görlich 19’ van Hintum 64’ Lagsir 90’ | Marcatori | 13’ Dahlhaus 50’ Diaby-Fadiga |

| Arbitro: | Blank |

|  |           |               |
|  | Marcatori | 32’, 45’ Taha |

| Arbitro: | Gerrets |

|                  |           |  |
| van den Belt 30’ | Marcatori |  |

| Arbitro: | Dieperink |

|             |           |                          |
| Hartjes 73’ | Marcatori | 32’ Thy 37’ van den Belt |

| Arbitro: | Manschot |

|                                                  |           |                         |
| van den Belt 31’ D. van den Berg 65’ Vellios 86’ | Marcatori | 25’ Pascu 54’ Hilterman |

#### Periodo 3
| Arbitro: | Blank |

|  |           |                                    |
|  | Marcatori | 8’ Lagsir 35’ van den Belt 39’ Thy |

| Arbitro: | Nagtegaal |

|                             |           |  |
| D. van den Berg 74’ Thy 79’ | Marcatori |  |

| Arbitro: | Peréz |

|                                           |           |            |
| Taha 29’ Vellios 75’ Thy 80’ Huiberts 85’ | Marcatori | 67’ Dekker |

| Ouder-Amstel 6 febbraio 2023, ore 20:00 CET 23ª giornata | Jong Ajax | 0 – 0 referto | PEC Zwolle | Sportpark De Toekomst (1 430 spett.)\| Arbitro: \| Teuben \| |
| Arbitro:                                                 | Teuben    |               |            |                                                              |

| Arbitro: | Gerrets |

|                                        |           |              |
| Vellios 26’ Taha 31’, 34’ Huiberts 59’ | Marcatori | 64’ Meerdink |

| Arbitro: | Gansner |

|                                     |           |                  |
| Sleegers 4’ Severina 11’ Kemper 74’ | Marcatori | 12’ van den Belt |

| Arbitro: | Martens |

|                                       |           |                         |
| Džepar 27’ Kostons 81’ El Azrak 90+5’ | Marcatori | 13’ Medunjanin 15’ Taha |

| Arbitro: | van der Laan |

| |           |  |
| Vellios 2’, 4’, 12’, 27’ Medunjanin 14’ Taha 20’ van den Belt 31’, 89’ Thy 46’, 62’, 74’ Beelen 59’ D. van den Berg 90+1’ | Marcatori |  |

| Arbitro: | Makkelie |

|                           |           |                                 |
| Schouten 30’ de Leeuw 89’ | Marcatori | 12’, 79’ Medunjanin 26’ Vellios |

#### Periodo 4
| Arbitro: | Kamphuis |

|                      |           |  |
| Huiberts 46’ Thy 84’ | Marcatori |  |

| Arbitro: | Kooij |

|  |           |         |
|  | Marcatori | 13’ Thy |

| Arbitro: | Gansner |

|         |           |  |
| Thy 58’ | Marcatori |  |

| Arbitro: | Gerrets |

|                                      |           |             |
| Brym 10’, 70’ Seedorf 30’ Bannis 75’ | Marcatori | 3’, 37’ Thy |

| Arbitro: | Martens |

|                       |           |  |
| van den Belt 22’, 65’ | Marcatori |  |

| Arbitro: | Kamphuis |

|            |           |                  |
| Resink 71’ | Marcatori | 74’ van den Belt |

| Arbitro: | Peréz |

|                             |           |  |
| Thy 7’ Taha 19’, 25’, 45+1’ | Marcatori |  |

| Arbitro: | Puts |

|                                           |           |                  |
| van Duiven 36’ Comenencia 50’ Colyn 90+2’ | Marcatori | 44’ (aut.) Seelt |

| Arbitro: | van der Eijk |

|                                    |           |             |
| Thy 23’ Medunjanin 52’ Vellios 88’ | Marcatori | 62’ Hartjes |

| Arbitro: | van de Graaf |

|                |           |                           |
| Kaars 20’, 45’ | Marcatori | 17’, 57’ Thy 90+5’ Zitman |

### Coppa d'Olanda
| Arbitro: | Kamphuis |

|  |           |             |
|  | Marcatori | 18’ Vellios |

| Arbitro: | van Boekel |

|                             |           |               |
| Wieffer 29’ Danilo 34’, 56’ | Marcatori | 3’ Medunjanin |

## Statistiche

### Statistiche di squadra
| Competizione   | Punti | In casa | In casa | In casa | In casa | In casa | In casa | In trasferta | In trasferta | In trasferta | In trasferta | In trasferta | In trasferta | Totale | Totale | Totale | Totale | Totale | Totale | DR  |
| Competizione   | Punti | G       | V       | N       | P       | Gf      | Gs      | G            | V            | N            | P            | Gf           | Gs           | G      | V      | N      | P      | Gf     | Gs     | DR  |
| -------------- | ----- | ------- | ------- | ------- | ------- | ------- | ------- | ------------ | ------------ | ------------ | ------------ | ------------ | ------------ | ------ | ------ | ------ | ------ | ------ | ------ | --- |
| Eerste Divisie | 85    | 19      | 15      | 2       | 2       | 58      | 18      | 19           | 12           | 2            | 5            | 41           | 25           | 38     | 27     | 4      | 7      | 99     | 43     | +56 |
| KNVB beker     | -     | -       | -       | -       | -       | -       | -       | 2            | 1            | 0            | 1            | 2            | 3            | 2      | 1      | 0      | 1      | 2      | 3      | -1  |
| Totale         | -     | 19      | 15      | 2       | 2       | 58      | 18      | 21           | 13           | 2            | 6            | 43           | 28           | 40     | 28     | 4      | 8      | 101    | 46     | +55 |

### Andamento in campionato
| Giornata  | 1 | 2 | 3 | 4 | 5 | 6 | 7 | 8 | 9 | 10 | 11 | 12 | 13 | 14 | 15 | 16 | 17 | 18 | 19 | 20 | 21 | 22 | 23 | 24 | 25 | 26 | 27 | 28 | 29 | 30 | 31 | 32 | 33 | 34 | 35 | 36 | 37 | 38 |
| --------- | - | - | - | - | - | - | - | - | - | -- | -- | -- | -- | -- | -- | -- | -- | -- | -- | -- | -- | -- | -- | -- | -- | -- | -- | -- | -- | -- | -- | -- | -- | -- | -- | -- | -- | -- |
| Luogo     | C | T | T | C | T | C | T | C | C | T  | C  | T  | C  | T  | C  | T  | C  | T  | C  | T  | C  | C  | T  | C  | T  | T  | C  | T  | C  | T  | C  | T  | C  | T  | C  | T  | C  | T  |
| Risultato | V | V | V | V | V | N | V | P | N | P  | V  | V  | P  | V  | V  | V  | V  | V  | V  | V  | V  | V  | N  | V  | P  | P  | V  | V  | V  | V  | V  | P  | V  | N  | V  | P  | V  | V  |
| Posizione | 7 | 2 | 1 | 1 | 1 | 1 | 1 | 2 | 2 | 2  | 2  | 2  | 3  | 3  | 2  | 2  | 2  | 2  | 2  | 1  | 1  | 1  | 1  | 1  | 1  | 1  | 1  | 1  | 1  | 1  | 1  | 1  | 1  | 1  | 1  | 2  | 2  | 2  |

Legenda:

Luogo: C = Casa; T = Trasferta. Risultato: R = Rinviata; V = Vittoria; N = Pareggio; P = Sconfitta.

### Statistiche dei giocatori
In corsivo i calciatori che hanno lasciato la squadra a stagione in corso.
| Giocatore       | Eerste Divisie | Eerste Divisie | Eerste Divisie | Eerste Divisie | Coppa d'Olanda | Coppa d'Olanda | Coppa d'Olanda | Coppa d'Olanda | Totale   | Totale | Totale      | Totale     |
| Giocatore       | Presenze       | Reti           | Ammonizioni    | Espulsioni     | Presenze       | Reti           | Ammonizioni    | Espulsioni     | Presenze | Reti   | Ammonizioni | Espulsioni |
| --------------- | -------------- | -------------- | -------------- | -------------- | -------------- | -------------- | -------------- | -------------- | -------- | ------ | ----------- | ---------- |
| H. Acheffay     | 5              | 0              | 0              | 0              | -              | -              | -              | -              | 5        | 0      | 0           | 0          |
| T. Beelen       | 30             | 1              | 4              | 0              | 0              | 0              | 0              | 0              | 30       | 1      | 4           | 0          |
| M. Bogarde      | 10             | 0              | 0              | 0              | 2              | 0              | 0              | 0              | 12       | 0      | 0           | 0          |
| G. Caschili     | 13             | 1              | 2              | 0              | 2              | 0              | 1              | 0              | 15       | 1      | 3           | 0          |
| D. Chirino      | 29             | 1              | 2              | 0              | 1              | 0              | 1              | 0              | 30       | 1      | 3           | 0          |
| M. Hauptmeijer  | 2              | -4             | 0              | 0              | 2              | -3             | 0              | 0              | 4        | -7     | 0           | 0          |
| J. Hoekstra     | 0              | -0             | 0              | 0              | -              | -              | -              | -              | 0        | -0     | 0           | 0          |
| D. Huiberts     | 29             | 5              | 3              | 0              | 2              | 0              | 0              | 0              | 31       | 5      | 3           | 0          |
| A. Fontana      | 9              | 0              | 1              | 0              | -              | -              | -              | -              | 9        | 0      | 1           | 0          |
| H. Gangstad     | 1              | 0              | 0              | 0              | 0              | 0              | 0              | 0              | 1        | 0      | 0           | 0          |
| L. Görlich      | 19             | 5              | 1              | 0              | 0              | 0              | 0              | 0              | 19       | 5      | 1           | 0          |
| D. Guezen       | 1              | 0              | 0              | 0              | 1              | 0              | 0              | 0              | 2        | 0      | 0           | 0          |
| J. Kaparos      | 5              | 0              | 0              | 0              | 1              | 0              | 0              | 0              | 6        | 0      | 0           | 0          |
| G. Kastaneer    | 23             | 1              | 2              | 0              | 1              | 0              | 0              | 0              | 24       | 1      | 2           | 0          |
| S. Kersten      | 19             | 0              | 1              | 0              | 2              | 0              | 1              | 0              | 21       | 0      | 2           | 0          |
| S. Lagsir       | 12             | 2              | 0              | 0              | 1              | 0              | 0              | 0              | 13       | 2      | 0           | 0          |
| C. Landu        | 11             | 2              | 1              | 0              | 1              | 0              | 0              | 0              | 12       | 2      | 1           | 0          |
| H. Medunjanin   | 25             | 6              | 2              | 0              | 1              | 1              | 0              | 0              | 26       | 7      | 2           | 0          |
| T. Mrkonjić     | 10             | 3              | 0              | 0              | 1              | 0              | 0              | 0              | 11       | 3      | 0           | 0          |
| J. Schendelaar  | 37             | -39            | 0              | 1              | 0              | -0             | 0              | 0              | 37       | -39    | 0           | 1          |
| Y. Taha         | 33             | 14             | 4              | 0              | 0              | 0              | 0              | 0              | 33       | 14     | 4           | 0          |
| L. Thy          | 36             | 23             | 1              | 0              | 1              | 0              | 0              | 0              | 37       | 23     | 1           | 0          |
| R. Thomas       | 18             | 0              | 1              | 0              | 1              | 0              | 0              | 0              | 19       | 0      | 1           | 0          |
| J. Tutuarima    | 19             | 1              | 0              | 0              | 1              | 0              | 0              | 0              | 20       | 1      | 0           | 0          |
| T. van den Belt | 35             | 16             | 7              | 0              | 2              | 0              | 0              | 0              | 37       | 16     | 7           | 0          |
| D. van den Berg | 32             | 3              | 4              | 0              | 2              | 0              | 0              | 0              | 34       | 3      | 4           | 0          |
| R. van den Berg | 18             | 0              | 0              | 0              | 2              | 0              | 0              | 0              | 20       | 0      | 0           | 0          |
| B. van Hintum   | 35             | 1              | 5              | 0              | 2              | 0              | 0              | 0              | 37       | 1      | 5           | 0          |
| B. van Polen    | 36             | 2              | 3              | 0              | 2              | 0              | 1              | 0              | 38       | 2      | 4           | 0          |
| A. Vellios      | 30             | 11             | 1              | 0              | 1              | 1              | 0              | 0              | 31       | 12     | 1           | 0          |
| D. Verduin      | 0              | -0             | 0              | 0              | 0              | -0             | 0              | 0              | 0        | -0     | 0           | 0          |
| S. Zitman       | 11             | 1              | 2              | 1              | 0              | 0              | 0              | 0              | 11       | 1      | 2           | 1          |